# Vladimir Liberzon
Ne doit pas être confondu avec Wladimir Liberson.
Vladimir Mikhaïlovitch Liberzon est un joueur d'échecs soviétique puis israélien né le 23 mars 1937 à Moscou et mort le 4 août 1996. Grand maître international en 1965, il émigra en Israël en 1973, fut champion d'Israël en 1974, puis participa à un tournoi interzonal (en 1976) et à quatre olympiades d'échecs pour Israël.

## Biographie et carrière
Liberzon participa aux olympiades universitaires en 1959 et termina deuxième du championnat d'échecs de Moscou la même année (devant David Bronstein). Il participa à cinq finales du championnat d'échecs d'URSS de 1960 à 1970 : il finit 16e-17e en 1960 (avec 6,5 points sur 19), 18e-19e en 1966-1967 (avec 8/20) ; il obtint son meilleur résultat en 1968-1969 : une quatrième place ex æquo (11/19), puis il termina 14e du tournoi zonal de 1969 (ex æquo avec Mikhaïl Tal, 10,5 / 22) et 10e-12e en 1970 avec la moitié des points (10,5 / 21).
Liberzon reçut le titre de maître international en 1964 et celui de grand maître l'année suivante. En 1967, il remporta le tournoi de Zinnowitz (ex æquo avec Wolfgang Uhlmann), puis, en 1968, celui de Debrecen. En 1969, il finit deuxième et invaincu (+5 =10) du tournoi d'Amsterdam, devant Vassioukov et Leonid Stein (tournoi remporté par Lajos Portisch).
En 1973, Liberzon émigra en Israël et remporta le championnat d'Israël en 1974, après un match de départage avec Moshe Czerniak, ainsi que le tournoi de Venise (devant Vassily Smyslov) la même année. En 1975, il fut vainqueur à Lone Pine aux États-Unis, puis il remporta les tournois de Beer-Sheva 1976 (ex æquo avec Yair Kraidman), Netanya 1977 et Lone Pine en 1979.
Lors des olympiades d'échecs, il joua trois fois au premier échiquier d'Israël (en 1974, 1976 et 1980) et une fois au deuxième échiquier (en 1978). Il marqua 50 % des points lors de ses quatre participations.
Liberzon participa au tournoi interzonal de Bienne en 1976 et finit 13e-15e avec 9 points sur 19 en ayant battu Efim Geller.
Son meilleur classement Elo fut une 31e place ex æquo en 1978, avec 2 555 points Elo.